# Штанько Анатолій Максимович
Анато́лій Макси́мович Штанько́ (11 лютого 1964 — 4 лютого 2018) — офіцер Збройних сил України, учасник російсько-української війни.

## Життєпис
Народився 1964 року в Мінську. У 1970 —1980 роках навчався у Львівській середній школі № 76. 1980 року вступив до Львівської політехніки на архітектурний факультет, який успішно закінчив.
З 2009 року працював у Львівській політехніці асистентом на кафедрі архітектурного проєктування.
Від 2017 року — старший викладач кафедри «Архітектурне проєктування». За час роботи викладачем керував виконанням понад 40 бакалаврськими та магістерськими роботами.
Як науковець підготував і видав 2 методичні вказівки з розробки робочих проєктів генеральних планів територій, також підготував до друку методичні вказівки з виконання генерального плану мікрорайону, й іще — детального плану території.
Член львівської спілки архітекторів України.
Учасник Революції Гідності. Коли розпочалася почалась війна, у складі 24-ї окремої механізованої бригади з липня до середини серпня 2014 року брав безпосередню участь у бойових діях. Боровся з ворогом у селищах Крива Лука, Гвардійське, Волнухине та Лутугине. Під Лутугиним зазнав важкого поранення; евакуйований спочатку в Харківський військовий шпиталь, згодом — у Львівський.
Одужавши, 2016 року підписує новий контракт на службу в ЗСУ і вдруге бере участь у боях на території Донецької області.
Згодом повернувся до викладання. На жаль, тяжкі поранення й контузії негативно позначились на здоров'ї. 4 лютого 2018 року Анатолій Штанько відійшов у вічність.
Без Анатолія лишилися син Андрій (також архітектор) і дружина Валентина.

## Вшанування
- 4 квітня 2018 року оновлену авдиторію НУ «Львівська політехніка» названо іменем Анатолія Штанька та відкрито меморіальну дошку;
- 16 жовтня 2018 року вручено першу премію імені Анатолія Штанька.